# Fontaines de Pernes-les-Fontaines
Le village de Pernes-les-Fontaines n'est pas une « ville d'eau », telle que les classiques villes thermales. Par contre, elle compte une quarantaine de fontaines.

## Histoire
Les mentions les plus anciennes des fontaines à Pernes datent du XVe siècle. Des décisions de consuls de la ville sont encore aux archives municipales, notamment celle du 3 mars 1596, interdisant de laver dans les fontaines, « ...pour garder l'eau propre pour le bétail ». Au XVIIe siècle, à la suite de la découverte d'une source près de la chapelle Saint-Roch, après quelques travaux dans le quartier, le conseil municipal vote la construction de quatre nouvelles fontaines dans la ville. Un engouement pour les fontaines pris la population pernoise, durant les décennies suivantes, jusqu'à la décision, en 1936, de mentionner « les-Fontaines » au nom de la ville.

## Fontaines protégées au titre des monuments historiques
| Photo | Nom                          | Description |
| ----- | ---------------------------- | --- |
|       | Fontaine des Augustins       | La fontaine des Augustins, aussi nommé la fontaine des Dauphins, est construite en 1781. Surplombée d'un fronton, en forme de « chapeau de gendarme », il comporte deux dauphins, par la gueules desquels sort l'eau de la fontaine. Elle est inscrite au titre des monuments historiques le 29 septembre 1928. |
|       | Fontaine du Gigot            | Aussi nommée la fontaine de Guilhaumin, elle a été construite en 1757, au pied de la tour Ferrande. Elle comporte quatre macarons, en forme de têtes de satyres, par lesquels sort l'eau de source, ainsi que quatre autres macarons de décoration, sur un piédestal central, entouré d'un bassin. Elle est inscrite au titre des monuments historiques, depuis le 29 septembre 1928. |
|       | Fontaine de l'Hôpital        | Appelée aussi la « fontaine de l’Asne », la fontaine de l'hôpital est construite en 1760, près de l'hôtel des seigneurs de Crillon, en remplacement d'une ancienne fontaine datant du XVIIe siècle. L'hôtel des seigneurs de Crillon est devenu par la suite l'hôpital de la ville, et donna son nom à la fontaine. Elle est inscrite au titre des monuments historiques, depuis le 29 septembre 1928. |
|       | Fontaine de l'Hôtel de ville | Cette fontaine est construite en 1750, peu de temps après l'achat de l'hôtel de Brancas-Cheilus par la municipalité de Pernes (actuellement hôtel de ville), dans le jardin de celui-ci. Elle est composée d'un large fronton, en haut duquel est inscrit la devise de la commune « Dei Gratia Inter Alia Lucet », surmontant une niche, comportant la statue d'un ange. L'eau sort d'un macaron, au pied de l'ange, vers un petit bassin. Elle est inscrite au titre des monuments historiques, depuis le 29 septembre 1928. |
|       | Fontaine du Cormoran         | Situé près de la porte Notre-Dame et des halle de la ville, elle est également nommée la fontaine du Pélican (par erreur car un Pélican a un Large bec aussi long que son cou). Elle date de 1761 en lieu et place de deux fontaines de 1605. Elle est composée d'un bassin octogonal, comportant un piédestal en son centre, surmonté d'un oiseau. L'eau sort de quatre macarons, situés sur le pilier. Elle est classée au titre des monuments historiques, depuis le 14 octobre 1911.                                      |
|       | Fontaine du Portail-Neuf     | Elle est située au sud de la ville, près de la poste. Elle est inscrite au titre des monuments historiques, depuis le 29 septembre 1928. |
|       | Fontaine Reboul              | Les premières mentions de cette fontaine remontent à 1475, qui en fait l'une des plus anciennes de la ville. Elle a été remaniée à la fin du XVIIe siècle. Elle est inscrite au titre des monuments historiques, depuis le 29 septembre 1928. |

## Autres fontaines
| Photo | Nom                                   | Description |
| ----- | ------------------------------------- | --- |
|       | Lavoir du Cormoran                    | |
|       | Lavoir Saint-Gilles                   | Situé près de la porte Saint-Gilles, au sud de la ville, cette fontaine est la dernière à avoir conservé son lavoir d'origine. |
|       | Fontaine de Villeneuve                | |
|       | Fontaine Font dou lavadou             | |
|       | Fontaine de la porte aiguière         | |
|       | Fontaine Saint-Pierre                 | |
|       | Fontaine des Pénitents Noirs          | À l'emplacement de la fontaine se dressait depuis 1546 une chapelle qui fut détruite au XIXe siècle. CIl est alors décidé d'ériger la fontaine. De facture simple, cette fontaine servait aux besoins ménagers des habitants du quartier. Un lavoir à simple bac lui a été adjoint. |
|       | Fontaine de la Rue de la République   | |
|       | Fontaine de la Rue des Prieurs        | |
|       | Fontaine Dou Caire de Roubino         | |
|       | Fontaine du Quai de Verdun            | |
|       | Fontaine de la Rue Victor-Hugo        | |
|       | Fontaine de la Place de Brancas       | |
|       | Fontaine de la Rue de Brancas         | |
|       | Fontaine la place de la Mairie        | |
|       | Fontaine du petit jardin              | |
|       | Fontaine de la Rue Raspail            | |
|       | Fontaine du Planet de Guidan          | |
|       | Fontaine de la rue des Istres         | |
|       | Fontaine de la Place Fléchier         | |
|       | Fontaine du Cours de la République    | |
|       | Fontaine de la Rue des Tourelles      | |
|       | Fontaine Du jardin de Dominique Corti | |
|       | Fontaine du Cours Frizet              | |
|       | Fontaine du Monument Giraud           | |
|       | Fontaine Lavoir des Coudoulets        | |
|       | Fontaine de l’Avenue Paul de Vivie    | |
|       | Fontaine du Clos de Verdun            | |
|       | Fontaine de la Place des Comtes       | |
|       | Fontaine de Toulouse                  | |
|       | Fontaine de la Prato                  | |
|       | Fontaine du Couchadou                 | |
|       | Fontaine du Bourg Merdeux             | |